# Haines Borough
Haines Borough är sedan 1968 en borough (kommun) i den amerikanska delstaten Alaska. Enligt folkräkningen 2010 hade boroughen en befolkning på 2 508 invånare. 

## Geografi
Enligt United States Census Bureau så har kommunen en total area på 7 060 km² av vilket 6 010 km² är land och 1 050 km² (knappt 15 %) är vatten. Inom dess gränser finns vildmarksområdet ("wilderness area") Endicott River Wilderness och delar av nationalparken Tongass National Forest. 

### Angränsande områden
Haines Borough gränsar i norr till Skagway City and Borough, till Juneau City and Borough i söder, mot Hoonah-Angoon Census Area i väst och i öst till Stikine Region i British Columbia, Kanada.

### Städer och samhällen
- Covenant Life
- Excursion Inlet
- Haines
- Lutak
- Mosquito Lake
- Mud Bay

## Galleri

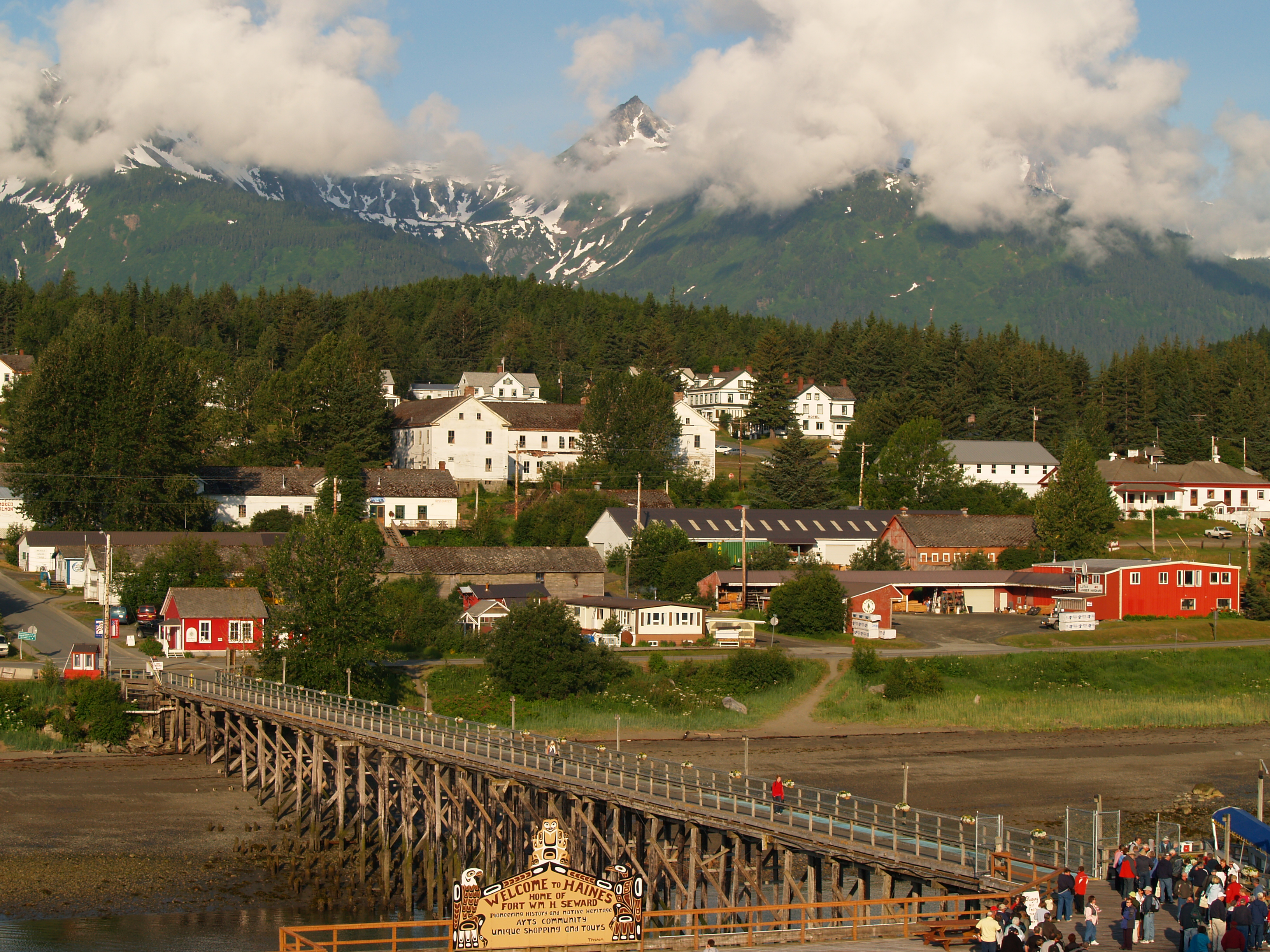
Haines. Alaska.
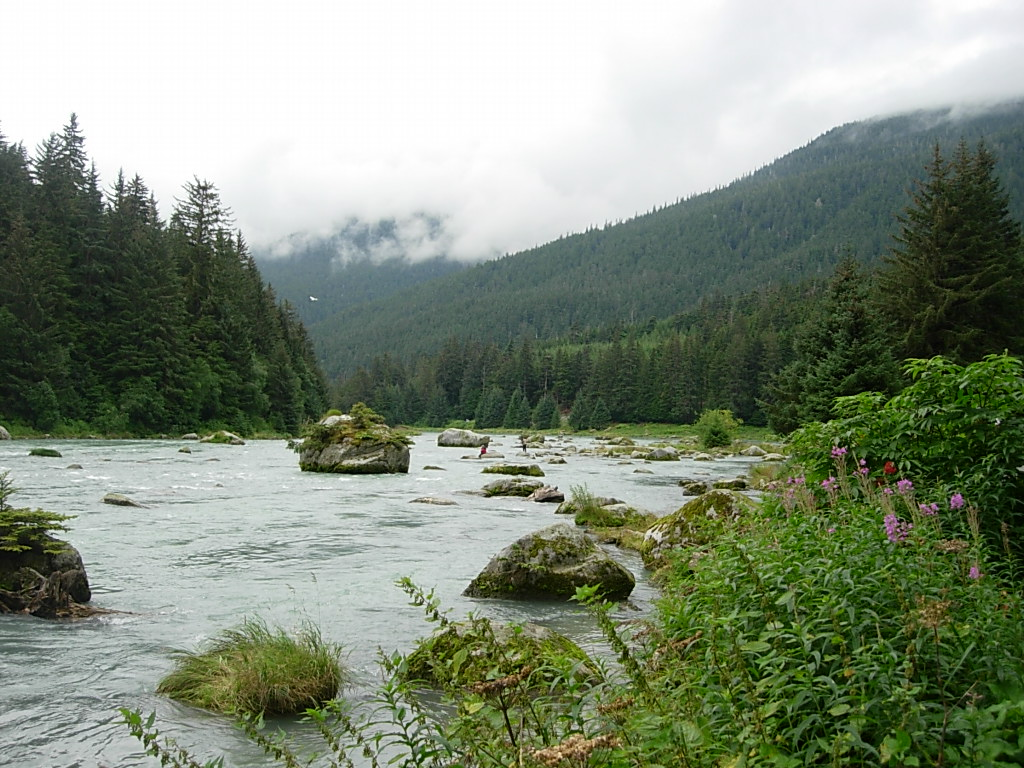
Haines River - Haines, Alaska.